# Барышев, Александр Петрович
Алекса́ндр Петро́вич Ба́рышев (14 августа 1930, Старый Атлаш, Старокулаткинский район, Ульяновская область — 8 ноября 2016, Москва) — советский, российский дипломат и историк. Чрезвычайный и полномочный посол (1990).

## Биография
Член КПСС (1955—1991), член ЦК РКРП-КПСС. Окончил Московский государственный институт международных отношений (МГИМО) МИД СССР (1953). Доктор исторических наук. На дипломатической работе с 1956 года.
- В 1969—1972 годах — первый секретарь, советник Управления по планированию внешнеполитических мероприятий МИД СССР.
- В 1972—1979 годах — советник, эксперт Второго Европейского отдела МИД СССР.
- В 1979—1986 годах — заместитель заведующего Отделом Ближнего Востока МИД СССР.
- В 1986—1988 годах — заместитель заведующего Отделом Движения неприсоединения МИД СССР.
- В 1988—1990 годах — советник-посланник Посольства СССР в Гвинейской Республике.
- С 14 августа 1990 по 18 октября 1991 года — чрезвычайный и полномочный посол СССР в Республике Гвинея-Бисау[1].

С 1991 года — профессор Дипломатической академии МИД России.
Входил в редакционно-издательский совет международного теоретического и общественно-политического журнала «Марксизм и современность».

## Дипломатический ранг
Чрезвычайный и полномочный посол (14 августа 1990)

## Награды
Орден Ленина, орден Октябрьской Революции, более 20 медалей.

## Семья
Был женат, три дочери.